# Ringelshäuschen
Ringelshäuschen ist ein Wohnplatz in der bergischen Großstadt Solingen.

## Geographie
Ringelshäuschen liegt im Süden des Stadtteils Gräfrath direkt an der Lützowstraße, die Bebauung erstreckt sich heute zum größten Teil östlich der Straße auf eine Wohnstraße, die den Namen des Wohnplatzes trägt und in Richtung Untenketzberg und Schafenhaus steil abfällt. Zum Wohnplatz gehört auch die kleine Siedlung am Amelungenweg. Südlich davon liegen Rathland, Busch und Buscher Feld. Westlich von Ringelshäuschen liegt der Zentral, unmittelbar nördlich befindet sich Rauenhaus.

## Etymologie
Der Ortsname Ringelshäuschen bezeichnet ein Haus eines Besitzers mit dem Familiennamen Ringel. Dies muss jedoch nicht zwangsläufig der Erbauer des Hauses gewesen sein.

## Geschichte
Auf der Trasse der heutigen Lützowstraße verlief in der frühen Neuzeit eine Transportstrecke für Kohlen aus dem Ruhrgebiet in die Stadt Solingen. Entlang dieser alten Kohlenstraße entstanden auf dem Abschnitt zwischen dem I. Stockdum und Laiken im Laufe der Zeit einige Hofschaften, darunter auch Ringelshäuschen, das erst seit dem 18. Jahrhundert nachweisbar ist. In dem Kartenwerk Topographia Ducatus Montani von Erich Philipp Ploennies, Blatt Amt Solingen, aus dem Jahre 1715 ist der Ort mit einer Hofstelle verzeichnet und als Ringelshüs benannt. Der Hof gehörte zur Honschaft Ketzberg innerhalb des Amtes Solingen. Die Topographische Aufnahme der Rheinlande von 1824 verzeichnet den Ort als Ringelshaus und die Preußische Uraufnahme von 1844 bereits als Ringelshäuschen. In der Topographischen Karte des Regierungsbezirks Düsseldorf von 1871 ist die Hofschaft zwar verzeichnet, aber nicht benannt.
Nach Gründung der Mairien und späteren Bürgermeistereien Anfang des 19. Jahrhunderts gehörte Ringelshäuschen zur Bürgermeisterei Gräfrath. 1815/16 lebten 19 Einwohner, 1830 22 Menschen im als Weiler kategorisierten und als Ringelshaus bezeichneten Ort. 1832 war Ringelshäuschen weiterhin Teil der Honschaft (Ketz-)Berg innerhalb der Bürgermeisterei Gräfrath.  Der nach der Statistik und Topographie des Regierungsbezirks Düsseldorf als Hofstadt kategorisierte Ort besaß zu dieser Zeit drei Wohnhäuser, zwei Fabriken bzw. Mühlen und acht landwirtschaftliche Gebäude. Zu dieser Zeit lebten 38 Einwohner im Ort, davon zehn katholischen und 28 evangelischen Bekenntnisses. Die Gemeinde- und Gutbezirksstatistik der Rheinprovinz führt den Ort 1871 unter dem Namen Ringelshäusgen mit 13 Wohnhäusern und 100 Einwohnern auf. Im Gemeindelexikon für die Provinz Rheinland werden 1885 16 Wohnhäuser mit 146 Einwohnern angegeben. 1895 besitzt der Ortsteil 25 Wohnhäuser mit 153 Einwohnern, 1905 werden 25 Wohnhäuser und 133 Einwohner angegeben.

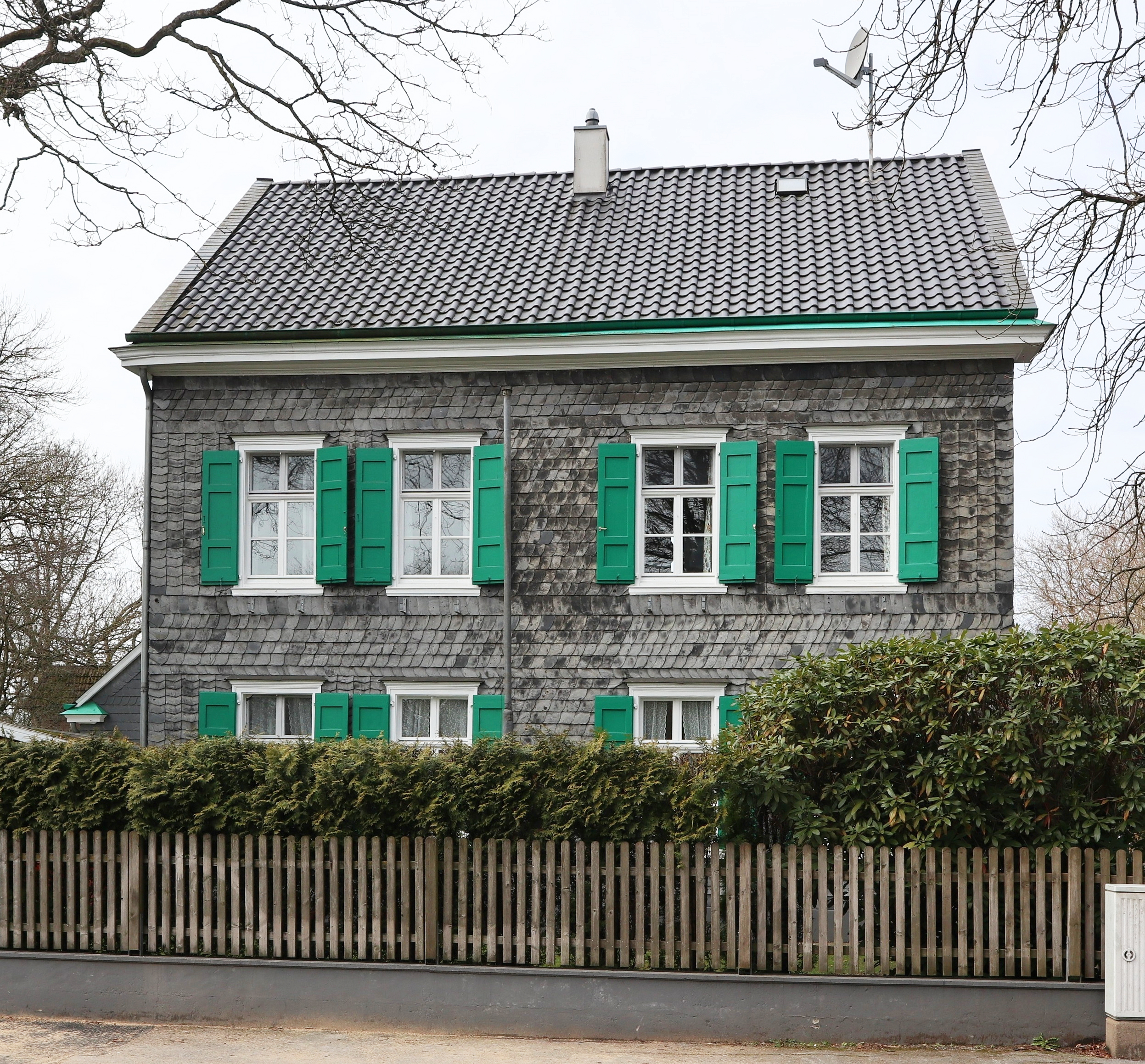
Altes Pfarrhaus Ketzberg, Lützowstraße 97

Mit der Städtevereinigung zu Groß-Solingen im Jahre 1929 wurde die Hofschaft ein Ortsteil Solingens. Das ehemalige Pfarrhaus Ketzberg, ein um 1868 erbautes Schieferhaus an der Lützowstraße 97, steht seit dem 16. Oktober 1984 unter Denkmalschutz.